# Meunasah Keudee
Meunasah Keudee is een bestuurslaag in het regentschap Aceh Besar van de provincie Atjeh, Indonesië. Meunasah Keudee telt 1268 inwoners (volkstelling 2010).